# Ilganii de Sus, Tulcea
Ilganii de Sus este un sat în comuna Maliuc din județul Tulcea, Dobrogea, România.

## Istoric
Satul Ilganii de Sus există încă din anul 1856, în timpul războiului din Crimeea. Locuitorii erau lipoveni veniți din Rusia în urma persecuției religioase. Ei au construit aici și o Biserică. Acești lipoveni au plecat, iar în locul lor au venit ruși din Tulcea, pe la 1880 și au întemeiat altă așezare pe locul celei părăsite. Acești locuitori s-au stabilit pe acest grind pentru a practica pescuitul și vânătoarea.
Prima atestare documentară a cătunului Ilgani o găsim în Marele Dicționar Geografic al României, scris de Ioan Lahovari, publicat în 1898. Aici ni se spune că aparținea alături de cătunul Prislava (Nufărul) de Comuna Malcoci. Era compus din 12 case, în 14 familii, cu 59 de suflete, iar populația era formată din ruși-lipoveni. Ostrovul 132 Ilgani avea o suprafață de 700 ha, acoperit cu pașuni și făcea parte din ostrovul mai mare Ceatal.
Satul Ilgani nu avea aceeași așezare ca în ziua de astăzi, el fiind dispus atunci pe brațul stâng al Dunării vechi și pe malul gârlei Papadia. Următoarea atestare a satului Ilgani este în 1899, când sunt amintite un numar de 87 de persoane existente în 21 de case, dintre care 14 români și 73 de ruși. Cei 14 locuitori români au fost colonizați de prefectul Ioan Nenițescu în acest sat pentru a se încerca românizarea deltei. 
Denumirea de “Ilgani” este de origine tătară și provine din cuvântul "Yilga133" care semnifică luncă (teren inundabil). Locul a fost numit de tătari Yilga transcris în română "Iolgan", tocmai pentru acest relief existent aici, predispus la inundații. Actualul sat Ilganii de Jos a fost înființat după aproximativ 40 de ani de la înființarea satului Ilgani și și-a luat denumirea de la el. Astfel pentru a le deosebi s-a ajuns la denumirea de Sus (Nord) și Jos (Sud). Populația în 1930 era de 219 de locuitori, iar în 1941, 196 locuitori în 42 de locuinte.